# Karl Gunnar Myrdal
Karl Gunnar Myrdal (tiếng Thụy Điển: [ˈmyːɖɑːl]; 6 tháng 12 năm 1898 – 17 tháng 5 năm 1987) là một nhà kinh tế học Thụy Điển đoạt giải Nobel. Ông đã được trao Giải Nobel kinh tế năm 1974 cùng với Friedrich Hayek cho việc tiên phong trong lý luận về tiền tệ và chu kỳ kinh tế, phát triển phương pháp phân tích các hiện tượng kinh tế, xã hội, thể chế trong mối quan hệ giữa chúng với nhau. Ông được biết đến tại Hoa Kỳ với nghiên cứu của ông về quan hệ chủng tộc, mà đỉnh cao trong cuốn sách của ông Vấn đề tiến thoái lưỡng nan của Hoa Kỳ: Vấn đề người da đen và dân chủ hiện đại.
Gunnar Myrdal là một người phản đối Chiến tranh Việt Nam và từng là chủ tịch của Ủy ban Thụy Điển vì Việt Nam từ năm 1968 đến năm 1971.

## Các tác phẩm đã xuất bản
- The Political Element in the Development of Economic Theory. (1930)
- The Cost of Living in Sweden, 1830–1930 (1933)
- Crisis in the Population Question (1934)
- Fiscal Policy in the Business Cycle. The American Economic Review, vol 21, no 1, Mar 1939.
- Population, a Problem for Democracy. Harvard University Press, 1940.
- Contact With America (1941)[3]
- An American Dilemma: The Negro Problem and Modern Democracy. Harper & Bros, 1944.
- Social Trends in America and Strategic Approaches to the Negro Problem. Phylon, Vol. 9, No. 3, 3rd Quarter, 1948.
- Conference of the British Sociological Association, 1953. II Opening Address: The Relation between Social Theory and Social Policy The British Journal of Sociology, Vol. 4, No. 3, Sept. 1953.
- An International Economy, Problems and Prospects. Harper & Brothers Publishers, 1956.
- Rich Lands and Poor. 1957.
- Economic Theory and Underdeveloped Regions, Gerald Duckworth, 1957.
- Value in Social Theory: A Selection of Essays on Methodology. Ed. Paul Streeten, published by Harper, 1958.
- Beyond the Welfare State. Yale University Press, 1960.
- Challenge to Affluence. Random House, 1963.
- America and Vietnam – Transition, No. 3, Oct, 1967.
- Twenty Years of the United Nations Economic Commission for Europe. International Organization, Vol 22, No. 3, Summer, 1968.
- Asian Drama: An Inquiry into the Poverty of Nations.
- Objectivity in Social Research, 1969.
- The Challenge of World Poverty: A World Anti-Poverty Program in Outline. 1970.
- Against the Stream.
- Hur Styrs Landet?, 1982.
- Gunnar Myrdal on Population Policy in the Underdeveloped World – Population and Development Review, Vol 13, No. 3, Sept. 1987.
- The Equality Issue in World Development – The American Economic Review, vol 79, no 6, Dec 1989.